# Opération Ajay
Pendant la guerre à Gaza depuis 2023
L'opération Ajay (litt. « Invaincu » en sanskrit) est une opération aérienne menée par les forces armées indiennes pour évacuer les ressortissants indiens d'Israël et de Palestine pendant la guerre à Gaza depuis 2023.

## Contexte
Le 7 octobre 2023, l'attaque du Hamas contre Israël débute, déclenchant la guerre à Gaza. Environ 18 000 Indiens vivent alors dans les zones concernées par le conflit,.

## Opérations
- Le premier vol charter transportant des citoyens indiens en provenance d'Israël quitte l'aéroport Ben Gourion tard le 13 octobre 2023 avec 211 adultes et un bébé.
- Le 14 octobre, le deuxième vol transportant 235 Indiens, dont deux nourrissons, est ramené sain et sauf d’Israël[5].
- Le 15 octobre, le troisième vol transportant 197 citoyens indiens est arrivé en Inde[6].
- Le 15 octobre, le quatrième vol transportant 274 citoyens indiens atteint l'aéroport international Indira-Gandhi de Delhi en provenance de l'aéroport Ben Gourion en Israël[7].
- Le 17 octobre, le cinquième vol transportant 286 passagers, dont 18 citoyens népalais, décolle d'Israël[8].
- Le 22 octobre, un sixième vol transportant 143 passagers, dont deux citoyens népalais, quitte Israël[2].